# Great Pretender
Great Pretender (グレートプリテンダー, Gurētopuritendā) é uma série de animação original japonesa produzida pelo Estúdio Wit, dirigida por Hiro Kaburagi e escrita por Ryōta Kosawa.
Os arcos da série são chamados de "casos", e a primeira temporada, com três casos, foi lançada em junho de 2020 na Netflix no Japão. Os três primeiros casos (Juntos em Los Angeles, Céu de Cingapura e Neve de Londres) foram lançados mundialmente, inclusive no Brasil, pela Netflix, em 20 de agosto de 2020.
A segunda temporada da série, que apresenta o quarto caso (Mágico do Extremo Oriente), foi lançada no dia 25 de novembro do mesmo ano. A série também foi ao ar de julho a dezembro de 2020 no bloco de programação de anime Ultra+ da Fuji TV.
Em 2021, o anime recebeu 10 indicações ao prêmio Crunchyroll Anime Awards, ficando atrás apenas de Jujutsu Kaisen que recebeu 12 indicações.

## Enredo
Great Pretender acompanha a história de Makoto Edamura, um golpista que se considera "o maior vigarista do Japão". As façanhas dele logo chamam a atenção do enigmático, carismático e cavalheiro ladrão Laurent Thierry, que admira o jovem Edamura. Os destinos de ambos se entrelaçam quando Edamura é arrastado para o grupo de Thierry durante uma campanha para se infiltrarem na alta sociedade. Auxiliado pelos sócios de Laurent, Abby e Cynthia, Edamura cresce como ladrão e pessoa conforme ele embarca em um tour de roubos e fortunas internacionais para chamar a atenção da elite criminosa.

## Personagens
- Makoto Edamura (枝村真人, Edamura Makoto)

O protagonista, um pequeno vigarista japonês que aspira a coisas maiores. Na esperança de encontrar um bom emprego para pagar as contas médicas de sua mãe doente, ele começa a trabalhar para uma empresa que desconhece estar envolvida em fraudes e é preso por seu envolvimento. Incapaz de encontrar um trabalho honesto depois de ser libertado por causa de sua prisão e o estigma do passado criminoso de seu pai, ele decide se tornar um vigarista. Ele acaba se tornando parceiro de Laurent após uma tentativa frustrada de enganá-lo. Ele é apelidado de "Edamame" por Laurent, que tem dificuldade em pronunciar seu nome. Ele tem um fascínio por gashapon e os compra em vários pontos da série.
- Laurent Thierry (ローラン·ティエリー, Rōran Tierī)

Um vigarista francês experiente, conhecido por sua persuasão e raciocínio rápido. Ele cresceu em Bruxelas com sua mãe Emma Thierry e aprendeu várias línguas diferentes quando criança, enquanto aspirava a se tornar um diplomata. Um investidor chamado Hugo aproveitou a dislexia de Emma , enganando-a com suas economias. Uma noite, Laurent tentou matar Hugo, mas acabou esfaqueando uma mulher chamada Dorothy, por quem mais tarde se apaixonou. Ele opera como um ladrão cavalheiro, visando apenas pessoas ricas e corruptas que são uma influência negativa para a sociedade. Ele usa os golpes para expor seus alvos por seus crimes, enquanto ajuda aqueles que foram vitimados por seus alvos a viver vidas honestas e felizes. Embora implacável com suas vítimas, ele trata seus companheiros e associados como uma família. Ele tem uma natureza paqueradora e é um playboy de renome.
- Abigail Jones (アビゲイル·ジョーンズ, Abigairu Jōnzu)

Uma mulher atlética e taciturna que é a segunda em comando de Laurent. Suas grandes habilidades físicas vêm em parte de seu treinamento de balé na infância. Sua vida mudou quando Bagdá foi bombardeada, matando seus pais e ela se tornou uma criança-soldado. Ela carrega uma medalha amassada que ganhou em uma competição de balé como lembrança de seus pais.
- Cynthia Moore (シンシア·ムーア, Shinshia Mūa)

Uma dos associados de Laurent que usa seus encantos femininos e habilidades de atuação para manipular seus alvos. Suas habilidades vieram de seu treinamento para se tornar uma atriz de teatro quando jovem adulta. Tem boa aparência, é gentil e carinhosa.
- Kudo (工藤, Kudo)

Um vigarista japonês e chefe de Edamame em seu primeiro emprego. Depois de ser pego pela polícia, ele se junta à gangue de Laurent.
- Kim Si Won (キム·シウォン, Kimu Shiwon)

Uma vigarista coreana e uma das associadas de Laurent.
- Seiji Ozaki (尾崎誠司, Ozaki Seiji)

O pai de Edamame. Apelidado de Oz, ele trabalhou como advogado, enquanto trabalhava secretamente com a gangue de Laurent. Ele foi preso por ajudar uma rede de tráfico humano, e isso fez com que Edamame não conseguisse um emprego regular.
- Dorothy (ドロシー, Doroshi)

Ex-amante de Laurent e líder da gangue de confiança original. Ela foi baleada em um iate e caiu ao mar após um jogo de confiança fracassado. No último episódio, é revelado que ela ainda está viva com suas memórias perdidas.

## Episódios
A série de anime tem um total de 23 episódios. Estreou na televisão em 8 de julho de 2020 no bloco de programação Ultra+ da Fuji TV.
No entanto, a partir de 2 de junho de 2020, a Netflix Japão pré-lançou cada "caso" em sua plataforma de streaming.
Os primeiros 14 episódios de Great Pretender foram lançados fora do Japão, na Netflix, em 20 de agosto de 2020 como parte de uma "primeira temporada", enquanto os episódios restantes foram classificados como "2ª temporada".
- CASO 1 Juntos em Los Angeles (1-5 episódios) 2 de junho a 20 de agosto
- CASO 2 Céu de Cingapura (6-10 episódios) 9 de junho a 20 de agosto
- CASO 3 Neve de Londres (11-14 episódios) 16 de junho a 20 de agosto
- CASO 4 Mágico do Extremo Oriente (15-23 episódios) 21 de setembro a 25 de novembro

## Recepção
De acordo com o site agregador de avaliações Rotten Tomatoes, a primeira temporada da série alcançou avaliações positivas de 100% dos críticos, com uma classificação média de 7/10.
Segundo Anthony Gramuglia, Greet Pretender é "um dos animes mais emocionantes e divertidos de 2020" que "consegue encontrar um bom equilíbrio entre o drama e o humor". Ainda segundo o crítico, a narrativa não apresenta momentos de tédio ou cenas desperdiçadas, e a "tensão central - e a comédia - vem de saber que todos esses personagens estão mentindo na cara de todos e se perguntando o que acontecerá enquanto eles escolhem as mentiras".
Para Eduardo Braga, crítico do site O Quarto Nerd, a segunda temporada da série "mantém o ótimo resultado que a primeira construiu, porém continua pecando em apresentar vilões rasos demais. Nada que atrapalhe o andamento da história, porém seria interessante encontrar alguém à altura do grupo de vigaristas e que tornasse a história mais equilibrada e interessante." Ainda segundo ele, "os episódios são curtos, o que facilita o acompanhamento do anime e sempre fecha seus arcos muito bem, instigando o espectador a assistir o próximo.